# Stelletta trisclera
Stelletta trisclera är en svampdjursart som beskrevs av Claude Lévi 1967. Stelletta trisclera ingår i släktet Stelletta och familjen Ancorinidae. Inga underarter finns listade i Catalogue of Life.